# Heinrich Eddelien
Matthias Heinrich Elias Eddelien, född den 22 januari 1802 i Greifswald, död den 24 december 1852 i Bad Stuer, Mecklenburg, var en dansk-tysk konstnär (målare). Han var son till timmermannen David Niclas Eddelien (även skrivet Erdelien) och Johanna Dorothea Jäde.
Eddelien kom som ung målarlärling till Köpenhamn där han från 1821 blev elev vid Det Kongelige Danske Kunstakademi med dess professor, "den danska målarkonstens fader" Christoffer Wilhelm Eckersberg, som lärare.
Sedan Eddelien vunnit såväl akademiens lilla guldmedalj (1833) som dess stora (1837 för målningen Kung David opmuntrer Saul ved sit harpespil) hjälpte akademien honom också att erhålla danskt medborgarskap. Kort därefter erhöll han även akademiens stora resestipendium och vistades åren 1839-1843 främst i Italien men även i Tyskland. Här tog han intryck av dels ungrenässansen, dels av de unga tyska idealistiska målarna i gruppen Lukasbröderna (mer känd som nasarenerna). I fråga om figurframställning inspirerades han dock även av sin landsman, den berömde skulptören Bertel Thorvaldsen.
Eddeliens målningar har ofta motiv ur antikens mytologi eller bibeln (han utförde bland annat flera altartavlor; däribland Opstandelsen i Skt. Nicolai kyrka i Svendborg), men han målade också porträtt.
Utöver vanliga målningar utförde Eddelien även många större utsmyckningsarbeten. Redan som elev vid konstakademien fick han tillsammans med Constantin Hansen sitt första sådana uppdrag för en privatbostad. Han arbetade här i den vid tiden populära pompeijanska stilen, vilken han också använde när han 1835-1836 utförde dekorationsmålningarna i Christian VIII:s sovgemak på Amalienborgs slott (numera del av det kungliga handbibliotekets lokaler). Han utförde också ett flertal vägg- och takdekorationer på Christiansborgs slott, vilka dock alla förstördes när slottet brann 1884.
Eddeliens mest monumentala uppgift av detta slag fick han dock aldrig själv fullborda. Det gällde det 1847 påbörjade uppdraget att utsmycka Christian IV:s kapell i Roskilde domkyrka. Han hade här endast hunnit måla taket och en fris under detta då han genom slag drabbades av förlamning i högerarmen och fick överlämna arbetet åt andra förmågor. Några få år senare avled Eddelien på en kurort i Tyskland, endast femtio år gammal.
Eddelien gifte sig 1839 med Olivia Francisca Hjorth (1811-1892), dotter till nålmakaren och justitierådet Frantz Christian Hjorth (1782-1865) och Maria Dorothea Olsen. Parets dotter Vilhelmine Marie Eddelien blev med tiden mor till ögonläkaren Einar Lindgren. Olivia gifte efter makens död om sig med guldsmeden och konsthantverkaren Jørgen Balthasar Dalhoff (1800-1890).

## Galleri – verk av Eddelien

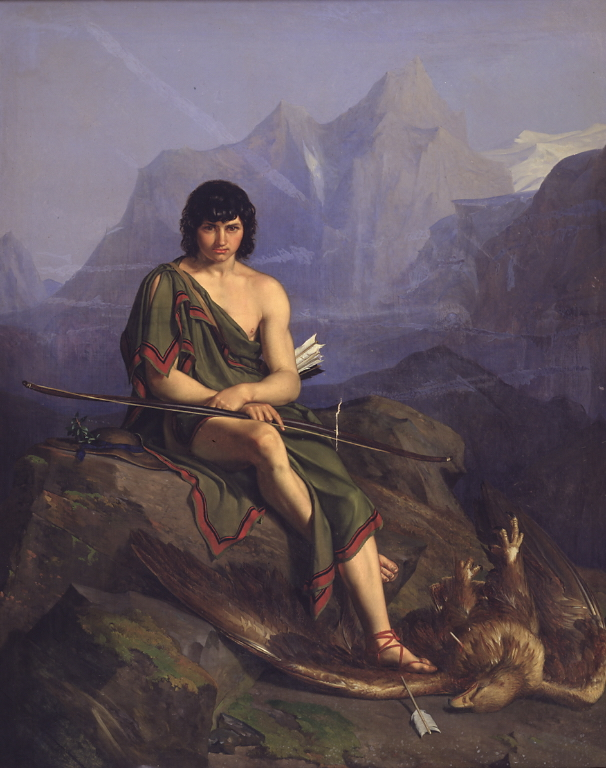
"En bågskytt som vilar efter att ha dödat en örn" (odaterad).
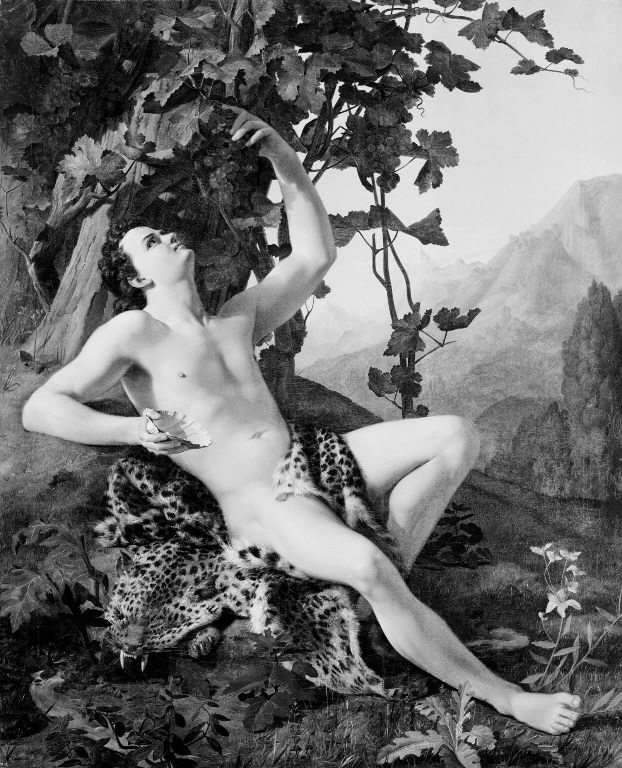
"En ung faun i färd med att plocka druvor" (senast 1830)
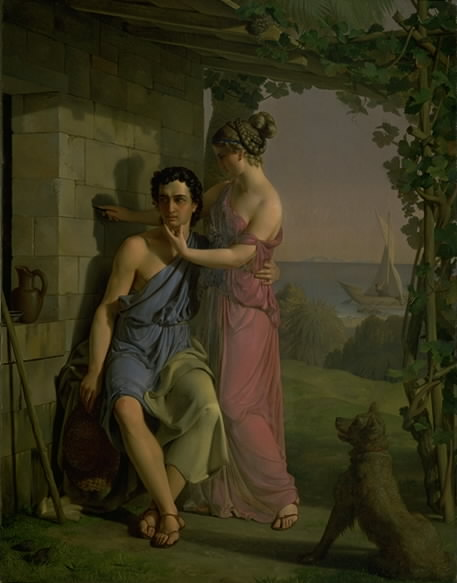
"Målarkonstens upprinnelse" (1831)
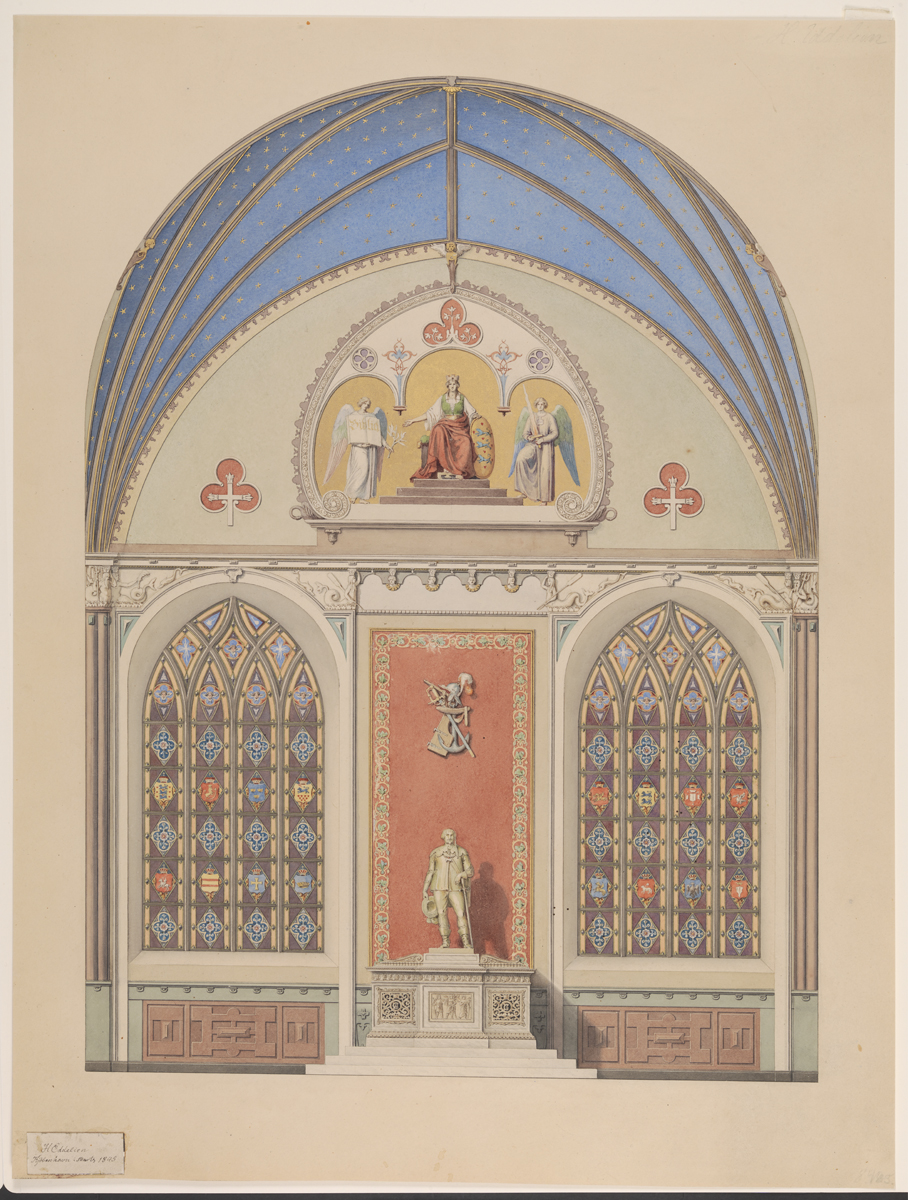
Utkast till valvmålningar i Christian IV:s kapell i Roskilde domkyrka (1845)